# 스콧 매클라우드
스콧 맥클라우드(Scott McCloud)는 1960년 미국 보스톤에서 태어났다. 1982년 대학을 졸업한 후 DC 코믹스에 입사. 만화계에 정식 입문했다. 1984년에 독립하여 실험적 시도들로 가득한 인디만화 <JOT!> 시리즈를 발표하여 많은 비평가들의 주목을 받았고 하비상과 아이스너상 주요 부문에서 수상했다. 이후 창작자들의 권리 확보를 위한 활동에 정력적으로 참여했으며 MT 미디어랩과 스미스소니언 협회에서 디지털미디어를 강연하는 등 많은 활동을 했다. 1993년에 처음 미국에서 출간된 본서 <만화의 이해>는 세계적으로 비단 만화인들 뿐만 아니라, 대중문화와 미디어를 연구하고자 하는 모든 이들의 필독서가 되었다. 맥클라우드는 현재 부인과 두 자녀와 함께 캘리포니아에서 살고 있으며 지금 이순간에도 만화 창작의 열기를 쉼없이 지피고 있다.

## 참조
- <만화의 미래(비즈앤비즈)-발췌>